# Fabian Picardo
Fabian Picardo (Gibraltar, 18 de febrer de 1972) és un polític i advocat gibraltareny, líder del partit socialista Partit Socialista Laborista de Gibraltar (GSLP) i Ministre en Cap de Gibraltar des del 2011.

## Biografia
Va néixer a Gibraltar en una família treballadora, sent net d'una republicana espanyola que s'hi exilià després de la Guerra Civil Espanyola. Va obtenir una beca per a estudiar a l'Oriel College de la Universitat d'Oxford, on es llicencià en Dret el 1993. Amb 39 anys, el desembre del 2011, va guanyar les eleccions al Parlament de Gibraltar, sent elegit Ministre en Cap.